# Naotake Hanyu
Naotake Hanyu, född 22 december 1979 i Chiba prefektur, Japan, är en japansk fotbollsspelare.